# 양정두 (수영 선수)
양정두(梁丁斗, 1991년 8월 12일 ~ )는 접영을 주종목으로 하는 대한민국의 수영 선수이다. 2012년 10월 15일 대구에서 열린 제93회 전국 체육 대회 자유형 50m 일반부에서 박민규와 22초 52로 공동 1위를 하며 대한민국 신기록을 세웠다. 2014년 인천 아시안 게임 남자 접영 50m 결승 경기에서 동메달을 획득했다. 2015년 7월28일 전북 전주완산수영장에서 열린 제34회 대통령배 전국수영대회 자유형 50m서 22초32로 한국신기록을 갈아치웠다.

## 학력
- 경기체육고등학교
- 고려대학교

## 수상
- 2012년 - 제93회 전국체육대회 수영 남자일반부 접영 50m 금메달
- 2012년 - 제93회 전국체육대회 수영 남자일반부 자유형 50m 금메달
- 2013년 - 인천실내무도아시안게임 남자일반부 자유형 50m 금메달
- 2015년 - 제34회 대통령배 전국수영대회 남자일반부 자유형 50m 금메달
- 2015년 - 제34회 대통령배 전국수영대회 남자일반부 접영 50m 금메달